# Сингиль
Сингиль, или джулара (лат. Chelon auratus), — вид морских рыб из семейства кефалевых.

## Описание
Максимальная длина тела 59 см, обычно 20—35 см. Масса до 1 кг, обычно 50—450 г. Продолжительность жизни до 12 лет. Тело удлиненное, невысокое, едва сжатое с боков, покрыто крупной чешуей. Голова короткая, уплощенная. Жировые веки развиты слабо и заметны только по бокам глаз. Боковая линия отсутствует, но в чешуе спины и верхней части головы является одинарные бороздки системы боковой линии. Спина и верхняя половина головы тёмно-серые, пепельные или буровато-чёрные с зеленовато-синим оттенком. Нижняя половина головы, бока и брюхо серебристо-серые, иногда почти молочно-белые. На боках между 7—8 серебристо-чёрных продольных полос проходят 6—7 буровато-золотистых или желтовато-золотистых полос. На жаберных крышках буровато-жёлтая или золотистая пятнышко. Спинные, грудные и хвостовой плавники тёмно-серые, брюшные и анальный желтовато-белые или серовато-белые.

## Ареал
Распространение вида: Восточная Атлантика от южных берегов Норвегии и Швеции до Кабо-Верде, Средиземное, Чёрное, Азовское моря, интродуцирован в Каспийское море.

## Биология
Морская стайная придонно-пелагическая быстрая и пугливая рыба. Молодь и взрослые особи совершают сезонные миграции в прибрежные воды на нагул и размножение в весенне-летнее время и при охлаждении воды до 10 °С уходят на зимовку в море. Во время нагула стаи этой рыбы, иногда очень многочисленные, заходят на мелководье, в заливы, лагуны, соленые и опресненные лиманы, приморские озера, изредка и в устья рек, обычно на участки с заиленным, местами покрытым растительностью дном. Молодь держится преимущественно в приповерхностных слоях воды, крупные рыбы встречаются на глубинах до 1—2 м и глубже. Выдерживает высокие колебания солености воды, наличие сероводорода, а также высокие температуры воды до 29—31 °С и даже до 35 °С. Сеголетки подходят к берегам в июле-ноябре, одногодки — с марта-начала мая до октября-ноября, в отдельных местах молодь держится почти круглый год (Крым) или и зимует (Сухой лиман).

### Размножение
Половой зрелости достигает на 3—5 годах жизни, самцы при длине тела 20—24 см, самки при длине тела 26—36 см. В Чёрном море нерестятся в июле — августе, а в Каспийском с середины августа до октября. Плодовитость до 4,4 миллионов икринок. Нерест происходит в открытом море на значительном расстоянии от берегов. Икра пелагическая, откладывается за один-два раза. Молодь питается фито- и зоопланктоном, которые дополняются организмами бентоса. Взрослые особи питаются преимущественно микробентосом и детритом.